# Complexul Muzeal Național Neamț
Complexul Muzeal Național Neamț este un muzeu județean din Piatra-Neamț, amplasat în Str. Mihai Eminescu nr. 10. Complexul muzeal a fost înființat în anul 1978, această instituție are în componența sa 16 muzee distincte, cu un patrimoniu de peste 300.000 piese (arheologie, istorie, artă, memorialistică, etnografie, științe naturale). Muzeul a fost înființat de către Constantin Mătasă (1878 - 1971) în clădirea Casei Naționale Regina Maria, în 1934, apoi a funcționat în localul Școlii nr. 1, iar din 1980 ocupă actuala clădire. Muzeul a avut drept colaboratori, printre alții pe: Vladimir și Hortensia Dumitrescu, Radu și Ecaterina Vulpe, Silvia Marinescu-Bîlcu, Alexandru Vulpe. Clădirea muzeului este monument de arhitectură (1912 - 1913). A fost sediu al Prefecturii și Tribunalului județean. Sunt expuse bogate colecții de arheologie, dintre care remarcăm: Hora de la Frumușica, Gânditorul de la Târpești, vas cu colonete, descoperit la Izvoare, tezaurul de vase din aur de la Rădeni, tezaurul de vase din argint de la Muscelul de Sus, județul Iași.
Clădirea muzeului este monument de arhitectură (1912 - 1913). A fost sediu al Prefecturii și Tribunalului județean; Sfatului popular raional și Tribunalului raional; Sfatului popular și apoi Consiliului popular municipal, Sindicatelor județene și municipale.